# التوحد-أوروبا
التوحد-أوروبا هي منظمة دولية غير ربحية تقع في بروكسل، بلجيكا. يشارك في تمويل المنظمة الاتحاد الأوروبي.
تتمثل مهمة المنظمة في تعزيز حقوق الأشخاص المصابين بالتوحد في جميع مجالات الحياة من خلال الدفاع عن حقوق الأشخاص المصابين بالتوحد وزيادة الوعي. ويشمل ذلك تمثيل الأشخاص المصابين بالتوحد في المؤسسات الأوروبية، وتعزيز الوصول إلى التأهيل والتعليم، وتعزيز تبادل المعلومات والممارسات الجيدة والخبرات. تعمل منظمة التوحد-أوروبا كمنظمة جامعة تضم 80 منظمة معنية بالتوحد في 34 دولة أوروبية، بما في ذلك 26 دولة عضو في الاتحاد الأوروبي.

## التاريخ

### ثمانينيات القرن العشرين والبدايات
تأسست منظمة التوحد-أوروبا في عام 1983 على يد مجموعة من جمعيات أولياء الأمور الوطنية والإقليمية. حيث تأسست في أعقاب المؤتمر الأوروبي الأول لجمعيات الآباء في مدينة جنت البلجيكية عام 1980. 
في عهد أول رئيس لها، جان تشارلز سالمون حددت المنظمة وظائفها الرئيسية الثلاث وهي الرصد والدعوة والتوصية؛ وبشكل أكثر تحديدًا:
- مراقبة معاملة الأشخاص المصابين بالتوحد والرعاية المقدمة لهم عن كثب؛
- الدفاع عن المسؤولين عن علاج الأشخاص المصابين بالتوحد ووضعهم؛
- إنشاء مقترحات بهدف تعزيز رفاهية ومصالح الأشخاص المصابين بالتوحد. [9]

تأسست منظمة التوحد-أوروبا في سياق تغيير الفهم العام حول جميع الإعاقات. وقد ظهر مفهوم جديد للإعاقة أطلق عليه النموذج الاجتماعي للإعاقة (على النقيض من النموذج الطبي للإعاقة)، والذي يهدف إلى إعادة تعريف الإعاقة للتركيز على العلاقة بين الأشخاص وبيئتهم. يستند هذا الفهم إلى فكرة ضرورة إزالة الحواجز الاجتماعية لتمكين الأشخاص ذوي الاحتياجات الخاصة من المشاركة الكاملة في المجتمع، ليصبحوا أعضاء فعالين قادرين على تمثيل أنفسهم وممارسة حقوقهم. 

### تسعينيات القرن العشرين

#### ميثاق حقوق الأشخاص المصابين بالتوحد
في عام 1992، أنشأ أعضاء منظمة التوحد-أوروبا ميثاق الأشخاص المصابين بالتوحد، وهو الميثاق الذي حدد حقوق الأشخاص المصابين بالتوحد في جميع جوانب الحياة.  وفي أعقاب ذلك، قررت منظمة التوحد-أوروبا أنه لكي تكون للميثاق أهمية على المستوى الأوروبي، فإنه لا بد أن يحظى أيضا بدعم سياسي. ولهذا السبب قامت منظمة التوحد-أوروبا بحملة للحصول على الدعم السياسي والموافقة على الميثاق. حصل الميثاق على موافقة رسمية من قبل البرلمان الأوروبي في عام 1996. 

### العقد الأول من القرن الحادي والعشرين

#### شكوى جماعية بشأن الحق في التعليم في فرنسا
أطلقت منظمة التوحد في أوروبا أول شكوى جماعية أمام مجلس أوروبا نيابة عن الأشخاص ذوي الاحتياجات الخاصة في عام 2002.  مثلت المنظمة إيفلين فريديل وهي محامية لديها ابن مصاب بالتوحد. 
في عام 2004، أعلن مجلس أوروبا علنًا إدانته لفرنسا بسبب فشلها في الوفاء بالتزاماتها التعليمية تجاه الأشخاص المصابين بالتوحد بموجب الميثاق الاجتماعي الأوروبي المنقح. وقد فرض قرار مجلس أوروبا ضغوطًا على فرنسا وغيرها من الدول الأعضاء في مجلس أوروبا للوفاء بالتزاماتها بموجب الميثاق الاجتماعي الأوروبي من خلال توفير التعليم للأشخاص المصابين بالتوحد، سواء داخل المدارس العادية أو المتخصصة. 
وفي أعقاب هذا القرار، أطلقت الحكومة الفرنسية خطتها الأولى للتوحد، والتي تضمنت تدابير لإنشاء مرافق جديدة وإدماج الأطفال المصابين بالتوحد في المدارس العادية. 

#### اتفاقية الأمم المتحدة لحقوق الأشخاص الاحتياجات الخاصة
في عام 2006، وبعد أربع سنوات من المفاوضات، اعتمدت الجمعية العامة للأمم المتحدة اتفاقية جديدة خاصة بالأشخاص ذوي الاحتياجات الخاصة. تؤكد اتفاقية حقوق الأشخاص ذوي الاحتياجات الخاصة أن جميع الأشخاص من جميع أنواع الإعاقات، بما في ذلك المصابين بالتوحد، يجب أن يتمتعوا بجميع حقوق الإنسان والحريات الأساسية. وهي ملزمة قانونًا للدول التي تصادق عليه. 
شاركت منظمة التوحد-أوروبا في عملية التشاور التي أدت إلى صياغة واعتماد اتفاقية الأمم المتحدة، وتستمر في المشاركة في عملية المراجعة التي تجريها الأمم المتحدة بشأن الاتحاد الأوروبي.  وقد صادق على الاتفاقية منذ ذلك الحين من قبل معظم الدول في أوروبا، بما في ذلك الاتحاد الأوروبي، ولذلك يتعين على الدول التي صدقت على الاتفاقية، وكذلك الاتحاد الأوروبي، اتخاذ خطوات فعلية لتطبيق بنود الاتفاقية ضمن قوانينها وسياساتها، بما يتماشى مع المجالات التي يختص بها الاتحاد.

#### توصيات مجلس أوروبا بشأن التعليم
وفي أعقاب الشكوى الجماعية بشأن الحق في التعليم في فرنسا في عام 2002، أنشأ مجلس أوروبا مجموعة من الخبراء ــ كانت منظمة التوحد-أوروبا عضوًا فيها ــ للنظر في قضية حصول الأطفال المصابين بالتوحد على التعليم.  وقد أدى هذا إلى صدور قرار ResAP (2007)4 بشأن التعليم والإدماج الاجتماعي للأطفال والشباب المصابين بالتوحد، والذي اعتمد كتوصية في عام 2009 (CM/Rec(2009)9). 
ورغم أن هذه التوصية ليست ملزمة لأعضاء مجلس أوروبا، إلى أنها تمارس ضغوطًا لتنفيذ سياسات تعزز فرص الحصول على التعليم وإدماج الأشخاص المصابين بالتوحد.

### العقد الأول من القرن الحادي والعشرين

#### إعلان مكتوب للبرلمان الأوروبي بشأن مرض التوحد
في سبتمبر/أيلول 2015، اعتمد البرلمان الأوروبي رسميًا الإعلان المكتوب بشأن التوحد، الذي وقع عليه 418 عضوًا من البرلمان الأوروبي. تدعو الوثيقة التي شارك في صياغتها منظمة التوحد-أوروبا، الاتحاد الأوروبي ودوله الأعضاء إلى تبني استراتيجية أوروبية من شأنها دعم الكشف والتشخيص الدقيق للتوحد في جميع أنحاء أوروبا، وتعزيز العلاج القائم على الأدلة وخدمات الدعم لجميع الأعمار، ودعم البحوث ودراسات الانتشار وتشجيع تبادل الممارسات الجيدة. 

## الأنشطة
تعمل التوحد-أوروبا كمنظمة جامعة، تجمع 80 منظمة معنية بالتوحد في 34 دولة أوروبية، بما في ذلك 26 دولة عضو في الاتحاد الأوروبي. تعمل على زيادة الوعي العام والتأثير على صانعي القرار الأوروبيين بشأن القضايا المتعلقة بحقوق الأشخاص المصابين بالتوحد والإعاقات الأخرى.
لقد أقامت منظمة التوحد-أوروبا حوارًا منظمًا مع المؤسسات الأوروبية كما أنها نشطة أيضًا مع منظمة الصحة العالمية والأمم المتحدة. وتشارك أيضًا كمنظمة غير حكومية في مجلس أوروبا. 
تتمحور الأنشطة الرئيسية لمنظمة التوحد-أوروبا حول الدفاع عن حقوق المصابين بالتوحد على مستوى الاتحاد الأوروبي والمستوى الوطني بالإضافة لحملات التوعية ونشر المعلومات. مطبوعاتها الرئيسية هي مجلة لينك النصف سنوية، والتي تقدم أخبارًا حول موضوع التوحد ونشاطة الأعضاء. كما تنشر منظمة التوحد-أوروبا أيضًا منشورات بحثية لدعم أنشطتها الدعائية، والتي ركزت مؤخرًا على التعليم  والتوظيف  والشيخوخة.  كل ثلاث سنوات، تقوم منظمة التوحد-أوروبا بتنظيم مؤتمر دولي مخصص لتبادل المعرفة فيما يتعلق بالتقدم في مجال التوحد.